# Léon Ritzen
Léon Ritzen (Genk, 1939. január 17. – 2018. január 12.) válogatott belga labdarúgó, csatár.

## Pályafutása
1955 és 1965 között a Waterschei Thor csaptában játszott. 1965 és 1967 között a Molenbeek, 1967 éd 1969 között a Beerschot AC, 1969 és 1971 között a Diest labdarúgója volt.
1960 és 1968 között hat alkalommal szerepelt a belga válogatottban és egy gólt szerzett.